# Кизеловское городское поселение
Кизеловское городско́е поселе́ние — бывшее муниципальное образование в Кизеловском муниципальном районе Пермского края Российской Федерации.
Административный центр — город Кизел.

## История
Статус и границы сельского поселения установлены Законом Пермской области от 27 декабря 2004 года № 1981-433 «Об утверждении границ и о наделении статусом муниципальных образований административной территории города Кизела Пермской области»
Упразднено в 2018 году вместе с другими поселениями муниципального района путём их объединения в Кизеловский городской округ.

## Население
| 2010    | 2012    | 2013    | 2014    | 2015    | 2016    | 2017    |
| ------- | ------- | ------- | ------- | ------- | ------- | ------- |
| 19 599  | ↘18 570 | ↘17 883 | ↘17 219 | ↘16 648 | ↘16 179 | ↘15 578 |
| 2018    |         |         |         |         |         |         |
| ↘14 887 |         |         |         |         |         |         |

## Населённые пункты
В состав городского поселения входили два населённых пункта:
| № | Населённый пункт | Тип              | Население |
| - | ---------------- | ---------------- | --------- |
| 1 | Кизел            | город            | ↘15 319   |
| 2 | Расик            | посёлок разъезда | ↘4        |